# Sandvik
Sandvik je švedski proizvajalec orodja. Podjetje je  ustanovil Göran Fredrik Göransson v kraju Sandviken, leta 1862. Sandvik proizvaja širok spekter orodij, rudarsko in gradbeno opremo, specialna jekla in druge zlitine. 
Sandvik ima okrog 47000 zaposlenih v 130 državah.